# Ahmet Shala (naukowiec)
Ahmet Shala (ur. 17 października 1968 w Istiniciu) – kosowski informatyk.

## Życiorys
Ukończył szkołę podstawową oraz gimnazjum w Dečani. W latach 1989–1993 studiował na Wydziale Inżynierii Mechanicznej Uniwersytetu w Prisztinie, a w 1998 roku ukończył studia magisterskie.
W październiku 1994 roku został asystentem na ukończonym przez siebie wydziale, a w 2005 roku rozpoczął tam pracę wykładowcy; 8 kwietnia tegoż roku obronił doktorat. We wrześniu 2007 Shala otrzymał tytuł profesora.

## Prace naukowe i publikacje[3]
- New Control Scheme for trajectory tracking of robot manipulator by using Neural Network (1998)
- Control Scheme for monholonomic Mobile Manipulators by using Neutral Networks (1999)
- Velocity and torque feedback Control of nonholonomic mobile robot using Fuzzy Neural Network (2000)
- Mobile robot navigation using cognition models and genetic algorithm-based approach (2002)
- A Fuzzy – Genetic Algorithm and obstacle path generation for Walking Robot (2003)
- Fuzzy Logic & Optimal Control of Active vehicle Suspensions (2003)
- Modeling of automatic System with Hydraulic transmission (2003)
- Parametric and Sensivity Analysis of a Vibratory Vehicle Model (2003)
- Trajectory tracking by using Fuzzy Logic Controller on mobile robot (2003)
- Fuzzy Logic Controller design using Genetic Algorithm for trajectory tracking of mobile robot (2004)
- New Fuzzy Neural Network design using Genetic Algorithm for trajectory tracking of mobile robot (2004)
- Planning Walking Patterns for a BIPED robot using FNN-GA (2004)
- Robotët në procesin e arsimit nëpërmjet lojës së futbollit (2004)
- Path-Planning and trackingfor a BIPED robot using FNN-GA (2004)
- Design of WATT-II type of six-bar mechanism using Burmester curves and inversion method (2005)
- Optimization of BIPED gait synthesis using Fuzzy Neural Network Controller (2005)
- Contribution to the synthesis for a BIPED during the single support phase (2007)
- Design of Genetic Algorithm for optimisation of Fuzzy Neural Network Controller (2007)
- Synthesis of a sagittal gate for a biped robot during the single support phase (2007)
- Design and Simulation of Autopilot based on Fuzzy Logic Controller (2008)
- Planar kinematics analysis method of seven-bar mechanism using vector loops and  verification results experimentally (2008)
- Problemet e transportit dhe dizajnimit të sistemeve prodhuese (2008)
- The problem of transport in designing the production systems (2009)
- A fuzzy – genetic algorithm and obstacle path generation for walking robot with manipulator (2010)
- Analiza dhe disajnimi i sistemit të varjes për gjysmën anësore të automjetit me 2SHLL (2010)
- Fuzzy Logic Control and 3D Simulation of road Vehicle (2010)
- Modelling and Simulation of road Vehicle (2010)
- Perdorimi i Simulinkut 3D për simulim & vizualizim të lëvizjes së automjetit (2010)
- Planar kinematics analysis method of straight line mechanism S35 using vector loops and verification of results experimentally (2010)
- Possibilities of a simplified experimental system determining of parameters of the suspension of the passenger cars (2010)
- Design and Simulation of an Autopilot by using Fuzzy Logic Controller (2011)
- Trajectory tracking using integrated sensors on mobile robot (2011)
- Dynamic Modeling and Analysis of Propulsion effect of 3 DoF robot (2012)
- Possible experimental method to determine the suspension parameters in a simplified model of passenger car (2012)
- Application of graph theory to find optimal paths for the transportation problem (2013)
- Analytical Method for Synthesis of Cam Mechanism (2013)
- Automatic Design of Technological process of Forging (2013)
- Kinematics and dynamics modelling of the biped robot (2013)
- Modeling and control of a humanoid robot (2013)
- Modeling of a Humanoid robot Archie (2013)
- Modeling of An Automatic System with Hydrostatic Transmission (2013)
- Propulsion effect analysis of 3R robot manipulator under gravity (2013)
- Synthesis of Cam mechanism based on given program (2013)